# Брошови
Брошови (Rubiaceae) е семейство тревисти, храстовидни и дървесни растения. Представителите на семейството в България са тревисти или полухрасти.
Характерно за видовете от семейството е, че листата им са разположени срещуположно, а много често в прешлени по няколко. Цветовете им са с четириделно венче, което в основата си е сраснало в тръбица.
В България се срещат няколко десетки вида, принадлежащи към родовете Брош (Rubia), Еньовче (Galium), Лазаркиня (Asperula), Гергевка (Cruciata), Шерардия (Sherardia), Кръстатка (Crucianela) и др. Най-популярни са бояджийският брош (Rubia tinctorum), многобройните еньовчета и лазаркините. Най-известното растение от семейството е кафето (Coffea arabica и др. видове). Други популярни видове са представителите на род Гардения и най-вече вида Gardenia jasminoides, който широко се култивира в субтропиците (а в България в саксия) като красиво декоративно растение с ароматни цветове. Някои от нашите представители на семейството са лечебни растения.

## Подсемейства
- Antirheoideae
- Cinchonoideae
- Ixoroideae
- Rubioideae